# Kârale Andreassen
Kârale Andreassen (* Mai 1890 im Distrikt Ammassalik, Grönland als Sugdluitsoĸ oder Kâvkajik; † 26. Februar 1934 in Kopenhagen, Dänemark) war ein grönländischer Maler, Zeichner und Katechet. Seine Werke widmen sich der Inuit-Kultur sowie der Welt grönländischer Sagen und Legenden.

## Leben
Kârale war der Sohn des Schamanen Mítivarniánga, getauft Andreas (um 1862–1910), und seiner Frau Pisêrajik, getauft Elisa (um 1866–1902). Seine Eltern waren von Hansêraĸ während der Frauenbootexpedition 1884 als junges noch kinderloses Ehepaar in Immikkeerteq wohnhaft aufgefunden worden. Aus einer Schamanenfamilie stammend wuchs unter starkem Einfluss grönländischer Legenden und Traditionen auf. Am 16. April 1899 wurde er im Zuge der Christianisierung gemeinsam mit seiner Mutter und sechs anderen Frauen bzw. Mädchen als einer der ersten Tunumiit getauft und erhielt den Namen Kârale (eine grönländische Form von Karl). Nach dem Taufnamen seines Vaters Andreas trug er später den Namen Kârale Andreassen. Er wurde zudem ein guter Jäger.
Im Jahr 1905 machte Kârale Bekanntschaft mit dem jungen Phonologen und Anthropologen William Thalbitzer und seiner Frau Ellen Locher Thalbitzer, die aus Studiengründen zwei Jahre in Ammassalik verbrachten. Zusammen mit seinem zwei Jahre jüngeren Freund Peter Rosing, dem Sohn von Missionar Christian Rosing, half er dem Ethnologen bei der Sammlung grönländischer Legenden. Zugleich wurde er von Thalbitzers Frau Ellen, die begann Büsten der Tunumiit herzustellen, im Zeichnen unterrichtet. Schon als Kind war er vom von 1899 bis 1910 in Ostgrönland als Katechet wirkenden Henrik Lund unterrichtet worden. Daraufhin begann er, die gesammelten Sagen mit Bleistiftzeichnungen zu illustrieren.
Bemühungen, den talentierten Jungzeichner an die Kunstakademie Kopenhagen zu schicken, scheiterten. Stattdessen wurde er 1910 nach Nuuk geschickt, wo er an Grønlands Seminarium eine Ausbildung zum Katecheten begann, die er jedoch nicht abschloss. 1914 reiste er nach Ostgrönland zurück, musste dies aber über Dänemark tun. Dabei besuchte er Christian Rasmussen und seine Frau in Lynge, wobei nicht bekannt ist, ob deren Sohn Knud Rasmussen zu diesem Zeitpunkt zuhause war. Nach seiner Rückkehr wurde er dennoch zum ersten Katecheten an der Ostküste ernannt und arbeitete ein Jahr als erster ostgrönländischer Katechet in der Kolonie. 1915 errichtete er ein Haus im zu diesem Zeitpunkt unbewohnten Kuummiit und gründete somit dort eine Missionsstation, an der er als Katechet arbeitete und durch Kultur- und Bildungsarbeit große Anerkennung durch seine Mitmenschen erlangte.
Am 16. Mai 1915 heiratete er Johanne (1898–1973), Tochter von Kalia, getauft Gert (um 1870–?), und seiner Frau Kila, getauft Helene (um 1874–?). Im Folgejahr wurde die Tochter Elisa (1916–2007) geboren, die Schriftstellerin wurde. Über sie ist Kârale der Großvater des Politikers Anders Andreassen (* 1944).
Kârale verband eine enge Zusammenarbeit mit Knud Rasmussen. Für den Polarforscher illustrierte er den ersten Band dessen Veröffentlichung Myter og Sagn fra Grønland (1921). Außerdem agierte er 1933 als technischer Berater für den Spielfilm Palos brudefærd. Im selben Jahr zog er mit seiner Familie nach Kopenhagen, um die Arbeit mit Rasmussen zu vertiefen. Dort starb Knud Rasmussen im Dezember 1933 nach schwerer Krankheit und auch Kârale Andreassen verstarb dort wenige Wochen später im Februar 1934 krankheitsbedingt.

## Werk

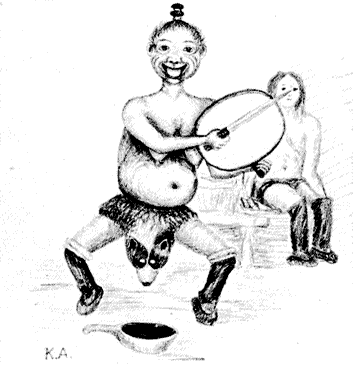
Die Eingeweideräuberin, die dem Schamanen auf seiner Reise zum Mond ein Lachen entlocken will (ca. 1920).

Kârale widmete sich in seinen Werken den Inuit und ihrer Kultur, wobei der familiäre Bezug zum Schamanentum oft deutlich spürbar wurde. Ein Großteil seines Œuvres kann einem naiven Realismus zugeordnet werden, während auch Elemente aus Mystik und Horror dargestellt sind. So verlieh Kârale seiner Kunst eine deutlich surreale Note.

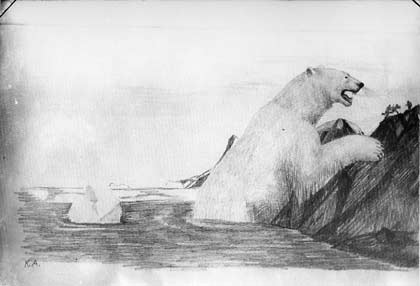
Mythischer Rieseneisbär entsteigt dem Polarmeer.

Sein Frühwerk besteht aus Kleinformatzeichnungen, die von einem einfachen, aber ausdrucksstarken, detailgenauen Stil geprägt sind. Vermutlich entwarf er bereits ab 1906 sensible und lebensnahe Porträts seiner Mitmenschen, die er in den nächsten zehn Jahren perfektionierte. In späteren Zeichnungen ließ Kârale das Natürliche mit der Fantasie verschwimmen und kreierte auf diese Weise eine mythische Welt. Ab 1922 malte er, von Jugendfreund, Pastor und Maler Peter Rosing inspiriert, vermehrt Ölbilder und Aquarelle. In den späten 1920er Jahren setzte er neben Bleistiftzeichnungen seine Kunst zunehmend auch in Tinte und Tusche um.
Nach Thalbitzer und Rasmussen erschienen auch über den Tod des Grönländers hinaus zahlreiche Publikationen mit seinen Zeichnungen, darunter Ove Baks Kujavarsiks Rejse til månen (1977) oder Troldbjørnen (1979). Viele seiner Bilder befinden sich heute in Besitz der Dänischen Königlichen Bibliothek oder der Radierungssammlung des Dänischen Nationalmuseums. Kârale unterfertigte seine Schöpfungen stets mit seinen Initialen K. A.

Tintenzeichnungen

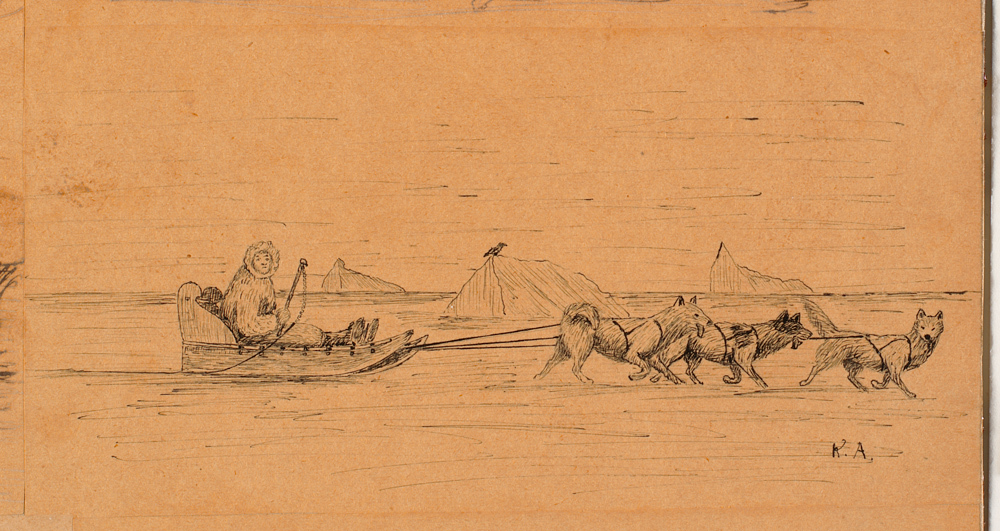
Hundeschlitten zwischen Eisbergen
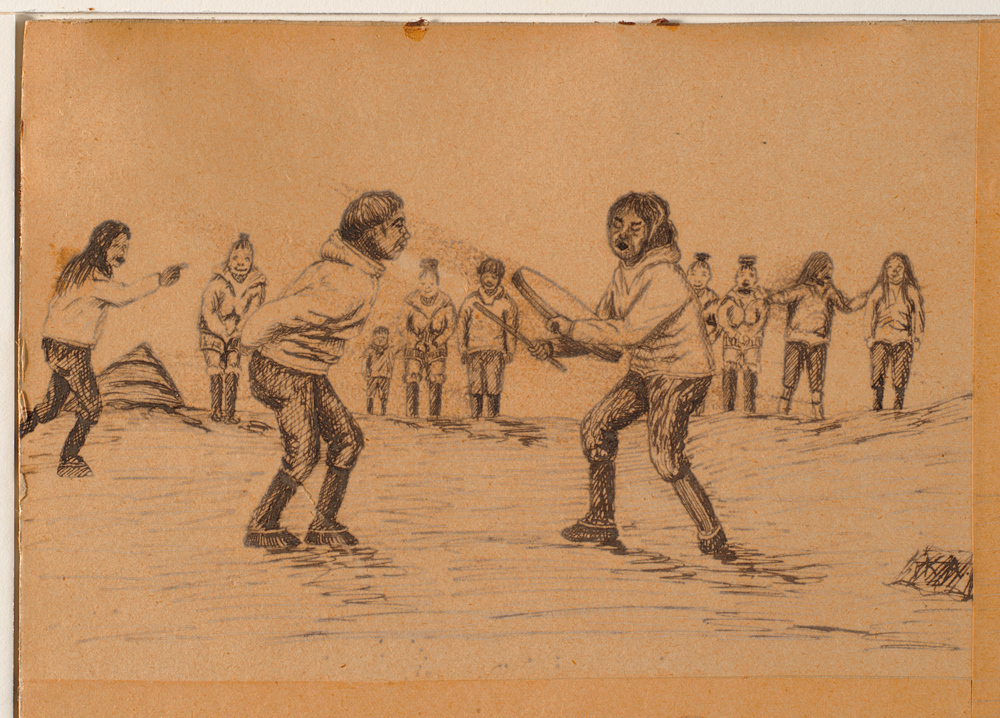
Trommeltanz mit Gesang
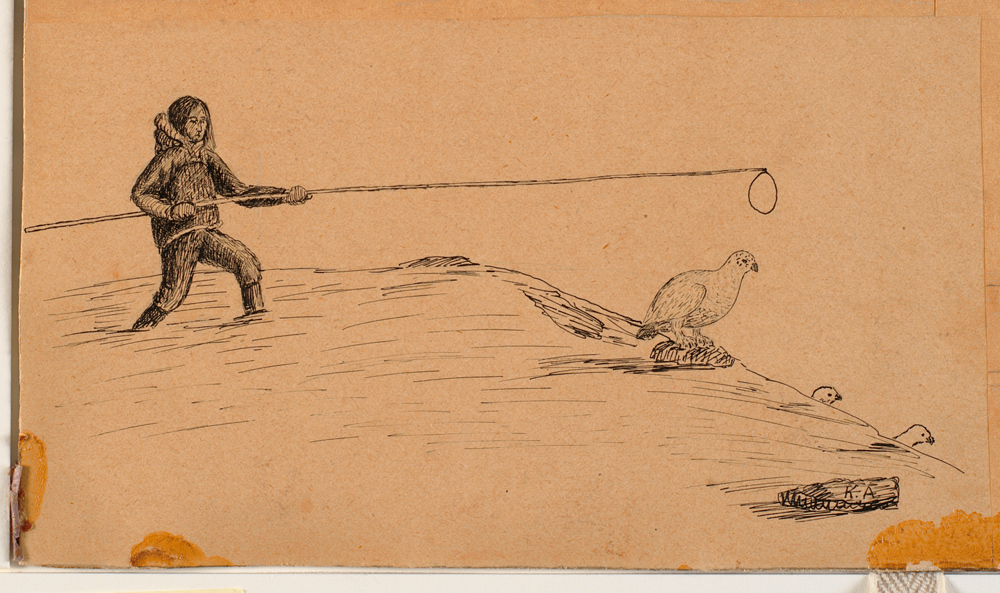
Vogeljagd mit Stockschlinge
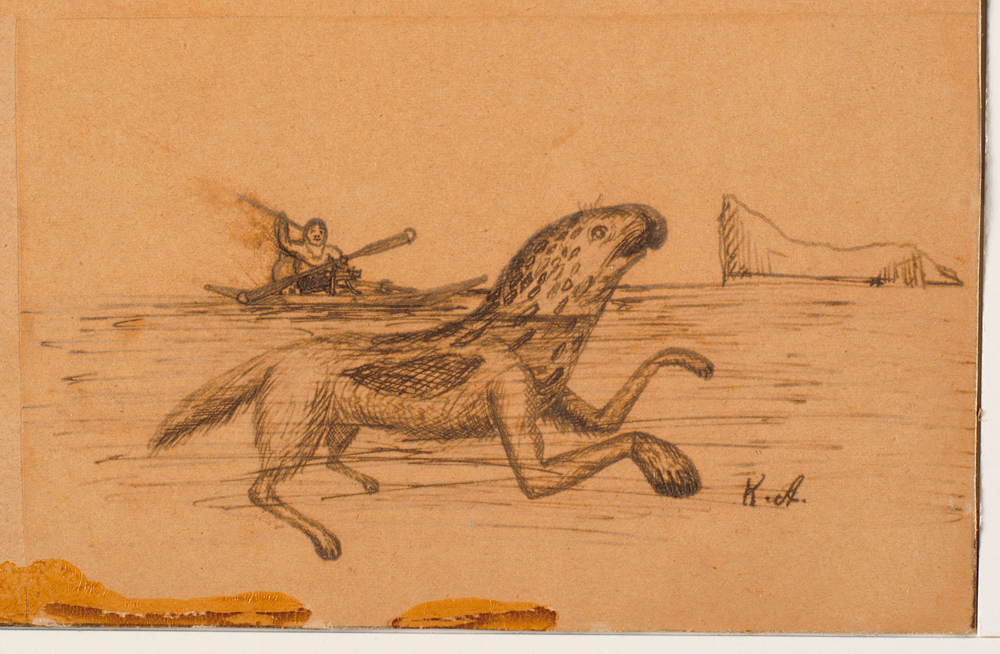
Kajakfahrer harpuniert einen Tupilak
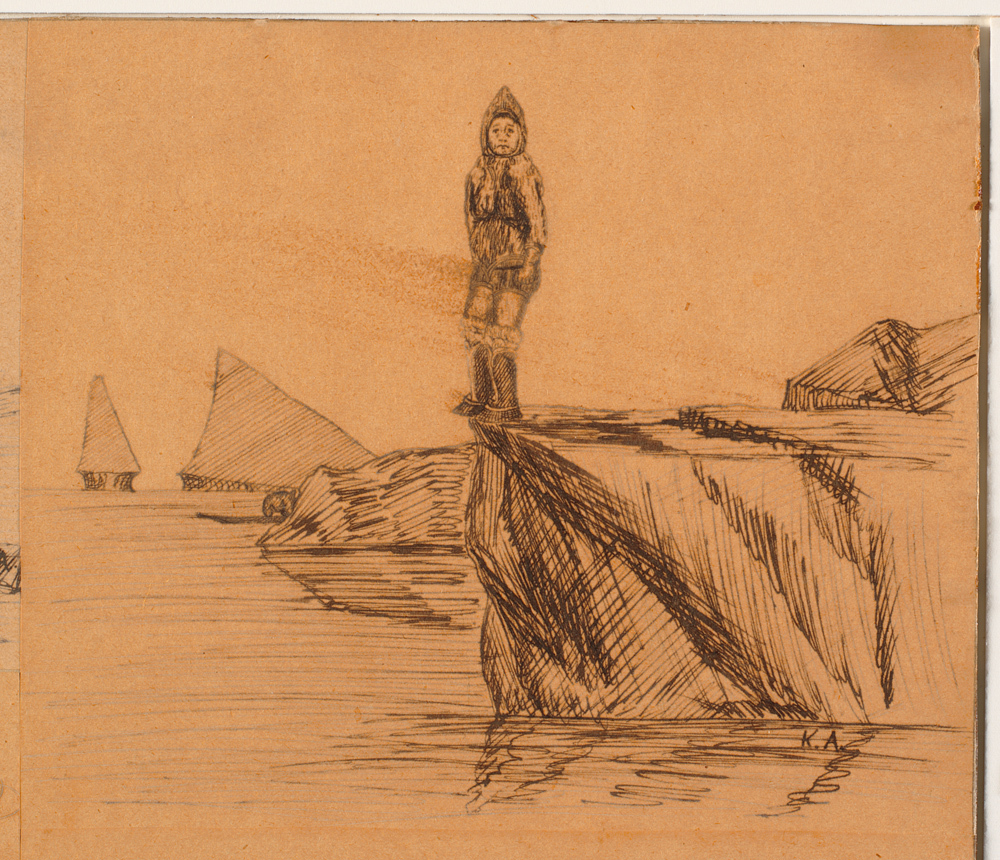
Frau auf einem Felsen
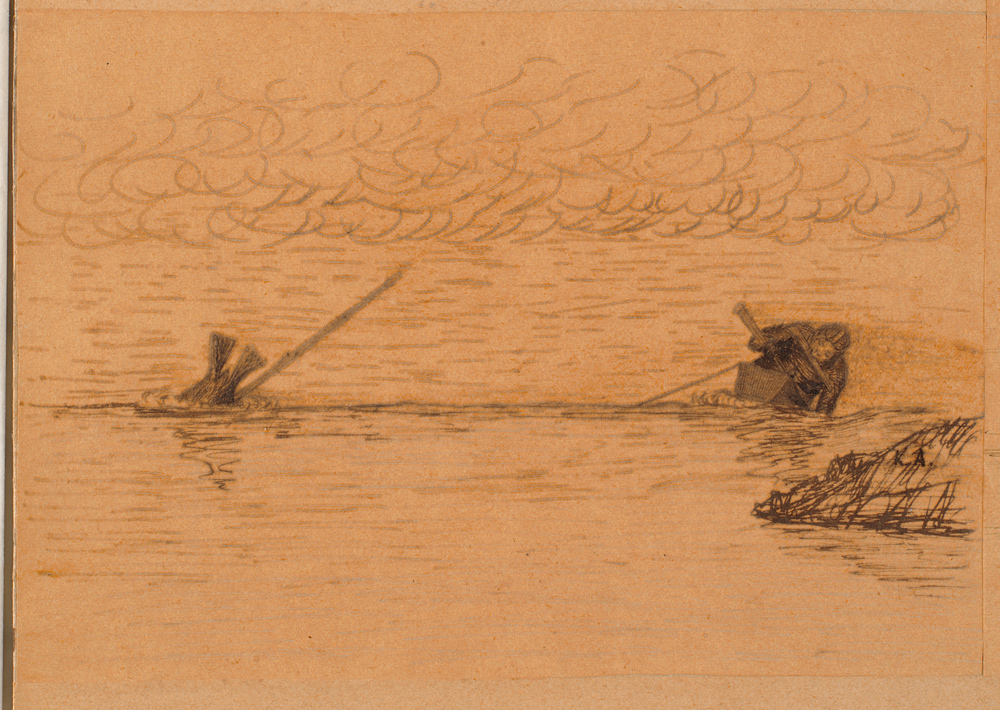
Kajakfahrer harpuniert einen tauchenden Seehund

## Illustrationen (Auswahl)
- Knud Rasmussen (Hrsg.): Myter og Sagn fra Grønland. Band 1. Gyldendal, Kopenhagen 1921.
- Ove Bak: Kujavarsiks rejse til månen. Hernov, Kopenhagen 1977, ISBN 978-87-7215-620-0.
- Ove Bak: Troldbjørnen. Også isbjørne har en sjæl. Beretninger og fortællinger fra Grønland. Hernov, Kopenhagen 1979, ISBN 978-87-7215-855-6.